# المسقالة (لودر)

تعديل مصدري - تعديل

المسقالة هي إحدى قرى عزلة زارة بمديرية لودر التابعة لمحافظة أبين، بلغ تعداد سكانها 629 نسمة حسب تعداد اليمن لعام 2004.